# Typ 95 Aufklärungswagen
Der Typ 95 Aufklärungswagen (japanisch 九五式小型乗用車 Kyūgo-shiki kogata jōyōsha) Kurogane war ein japanischer Geländewagen von Tōkyū Kurogane Kōgyō (Nippon Internal Combustion Engine Company). Der Wagen wurde von den japanischen Soldaten meist nur mit seinem Spitznamen „Daruma“ (eine Pappfigur) bezeichnet. Bis zum Kriegsende 1945 blieb der Typ 95 der einzige original-japanische Geländewagen. Alle anderen Fahrzeuge dieser Kategorie waren kopierte Varianten ausländischer, vorrangig US-amerikanischer Produkte.

## Anforderungen
Aufgrund der Erfahrungen, die zu Beginn der 1930er-Jahre in der Mandschurei und Nordchina gesammelt worden waren, entwickelte der Automobilhersteller Nippon Nainenki Seiko Co. in Tokio eine Art „Jeep“. Das raue mandschurische Klima in Verbindung mit einem verkehrstechnisch ungünstigen Gelände hatte der japanischen Armee vor Augen geführt, dass ein solches Fahrzeug benötigt wurde.

## Technik

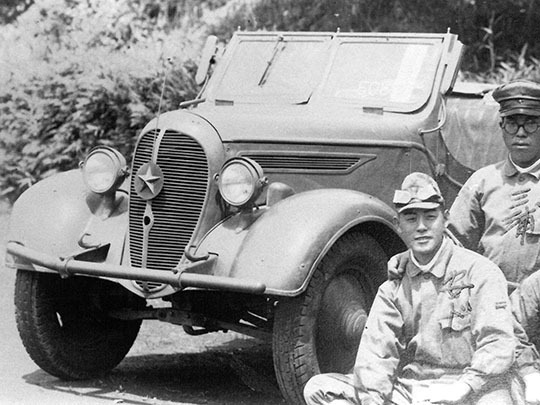
Vorderansicht eines Typ 95 Aufklärungsfahrzeugs

Ein technisch komplizierter und schwierig zu wartender Allradantrieb mit Einzelradaufhängung und Schraubenfedern verlieh dem Fahrzeug eine gute Geländegängigkeit, die aber durch einen mit 33 PS Leistung zu schwachen luftgekühlten Zweizylinder-Petroleummotor eingeschränkt wurde. Der V-Motor war eine Weiterentwicklung des Motors des japanischen Typ 97 Motorrad (Rikuo), der seinerseits von Harley-Davidson abstammte. Einen Nachteil im Gelände stellten die Bremsen dar, die lediglich auf die Hinterräder wirkten.

### Varianten

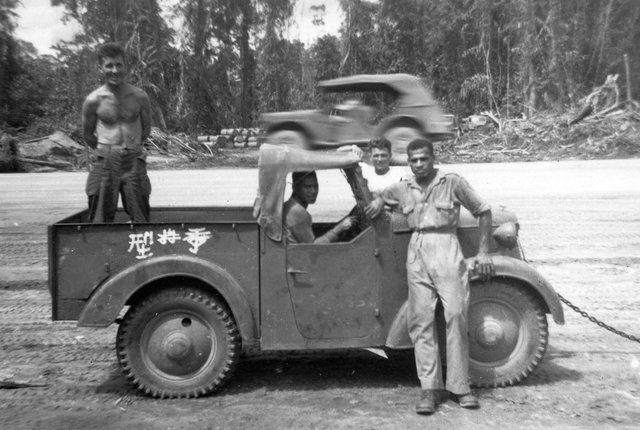
Typ 95 Pickup

Ursprünglich waren als Besatzung lediglich zwei Mann vorgesehen, bald wurde jedoch ein dritter Sitz eingebaut. Zwar lieferte Nippon Nainenki Seiko fabrikmäßig bereits verschiedene Versionen wie einen Pick-up oder eine Limousine, an den Fronten entstanden jedoch allmählich die wildesten Varianten und Improvisationen, je nach Bedarf und abhängig von der sich im Verlauf des Krieges drastisch verschlechternden Ersatzteillage.

## Einsatz
Die 4.775 gebauten Fahrzeuge wurden zumeist bei rückwärtigen Versorgungseinheiten als Verbindungsfahrzeuge oder, je nach Modell, als Lastkraftwagen eingesetzt. Mit stark profilierten Reifen konnte der „Daruma“ schwieriges Terrain bewältigen und somit auch als Aufklärungsfahrzeug dienen. Bei seinem Einsatz erfüllte er die Hoffnungen der Soldaten auf ein geländegängiges Fahrzeug, da er auch bei empfindlichen Kältegraden zunächst mit den schlechten chinesischen Straßenverhältnissen und dann – im Verlauf des Pazifikkrieges – auch mit den Verhältnissen auf den eroberten Inseln und in Burma zurechtkam.
Bei den Operationen erwies sich der Motor in Nordchina und der Mandschurei als ideal, da er mit niedrigen Temperaturen zurechtkam und aufgrund der Luftkühlung nicht auf das wenige saubere Wasser in diesen Regionen angewiesen war. Größter Nachteil war der hohe Wartungsaufwand.

## Technische Daten (Geländewagen-Version)
- Länge: 338 cm
- Breite: 152 cm
- Höhe: 168 cm
- Fahrwerk: 4x4
- Gesamtgewicht: 1100 kg
- Besatzung: ein Fahrer, ein Passagier, bei der späteren Version bis zu drei Passagiere

- Motorisierung: ein Zweizylinder Kurogane V1-AF mit 33 PS (24,6 kW), luftgekühlt
- Hubraum: 1399 cm³
- Tankvolumen: 48,83 Liter
- Treibstoff: Petroleum
- Getriebe: drei Vorwärtsgänge, ein Rückwärtsgang
- Höchstgeschwindigkeit: 75 km/h
- Verbrauch: ein Liter auf 13,18 km
- Fahrbereich: 450 km
- Furttiefe: 0,5 m

Sonstiges
- Produzent: Nippon Nainenki Seizō (Kurogane)
- Produktion: 1935–1945 (alle Versionen)
- Fahrzeuge hergestellt: 4.755 Stück (alle Versionen)